# 恋と禁忌の述語論理
『恋と禁忌の述語論理』（こいときんきのプレディケット）は、日本の小説家井上真偽による推理小説である。
2015年1月7日に講談社〈講談社ノベルス〉より刊行された。ブックデザインは、熊谷博人・釜津典之による。カバーデザインは、坂野公一（welle design）による。カバーイラストは越島はぐが手がけている。
第51回メフィスト賞を受賞した、著者のデビュー作である。小説家の辻真先は、「探偵役の美叔母の硯が魅惑的」「首尾整って凛たる構成」と評している。

## あらすじ
夏のある日、詠彦は北関東にある硯の住む古民家を訪ねる。藍前ゆりに誘われて参加した女子会で起きた事件の真相について、詠彦は硯に相談する。ある日、詠彦は神奈川県葉山町にある硯の別宅を訪ねる。大阪の繁華街にあるテナントビルで起きた殺人事件の真相について、詠彦は硯に相談する。ある日、詠彦は硯と、竹下通りにあるコーヒーチェーン店を訪れる。山梨県の避暑地に建つ洋館で起きた殺人事件の真相について、詠彦は硯に相談する。秋のある日、詠彦は硯の住む家を訪ねる。詠彦が持参したチーズケーキを見て、硯は瞳を輝かせる。

## 主な登場人物
森帖詠彦（もりじょう えいひこ）
大学生。
硯（すずり）
詠彦の母親の妹。
藍前ゆり（あいぜん ゆり）
詠彦の友人。
中尊寺有（ちゅうそんじ ゆう）
詠彦の大学の先輩。
上苙丞（うえおろ じょう）
探偵。
姚扶琳（ヤオ フーリン）
華僑。

## 備考
上苙丞や姚扶琳は、『その可能性はすでに考えた』や『聖女の毒杯 その可能性はすでに考えた』にも登場している。